# 정유철
정유철(鄭裕喆, 1988년 11월 16일 ~ )은 전 KBO 리그 한화 이글스 내야수이다.
고양 원더스를 거쳐 2015년 한화 이글스에 신고선수로 입단했다. 2015년 3월 7일 LG 트윈스와의 2015프로야구 시범경기 홈 개막전에서 KBO데뷔 첫 타석을 1타점 3루타로 장식했다.

## 출신학교
- 서울구암초등학교
- 강남중학교
- 서울고등학교
- 선린인터넷고등학교
- 계명대학교